# Henrik Thum
Henrik (Hindrich) Thum, född 1665 i Stockholm, död efter 1706, var en svensk målare och konterfejare. 
Han var son till målaråldermannen Christian von Thum och Anna Catharina Keijser och från 1694 gift med Sara Hasselin samt bror till Christian Thum. Han fick troligen sin utbildning av sin far och var verksam i Stockholm som konterfejare. De få målningar som kan tillskrivas honom och är bevarade återfinns i olika familjesläkters samlingar. 